# 莫罗萨利亚
莫罗萨利亚（法語：Morosaglia，法語發音：[mɔʁoza(l)ja]）是法国上科西嘉省的一个市镇，属于科尔泰区。

## 历史

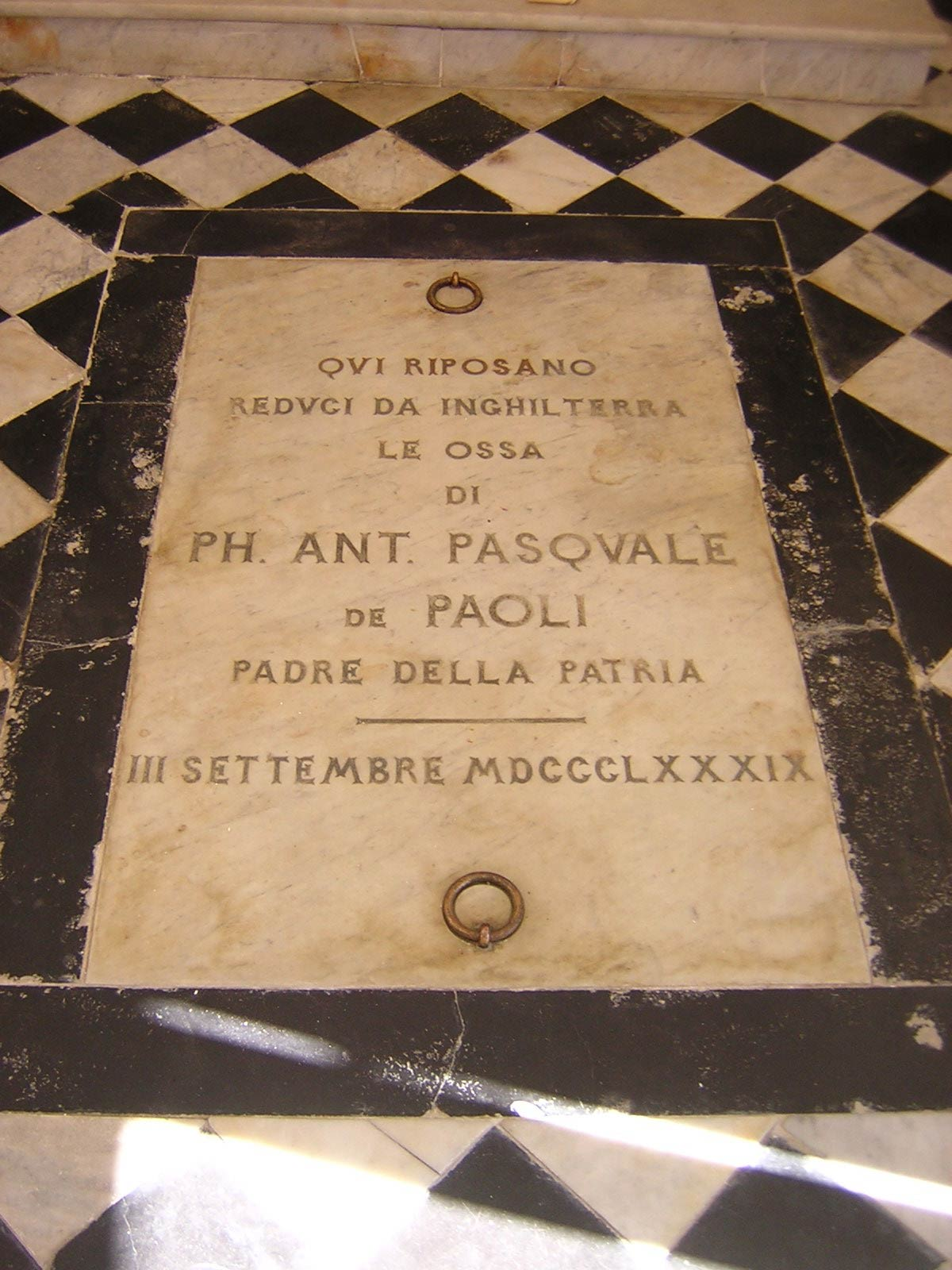
帕斯夸莱·保利墓在他的出生地

莫罗萨利亚是帕斯夸莱·保利的故乡。他出生的房子现在是一座博物馆。保利在方济各会修道院有他的房间，科西嘉议会在那里举办会议。

## 地理
莫罗萨利亚（42°26'7"N, 9°18'0"E）面积24.45 平方千米，位于法国科西嘉上科西嘉省，该省份位于科西嘉岛北部，后者为地中海西部的一座岛屿，也是法国的一个单一领土集体，位于法国大陆部分的东南面，意大利半島的西面，最近的地块是紧邻意大利的撒丁岛。
与莫罗萨利亚接壤的市镇（或旧市镇、城区）包括：卡斯泰洛-迪罗斯蒂诺、加维尼亚诺、莫尔蒂福、奥尔蒂波里奥。

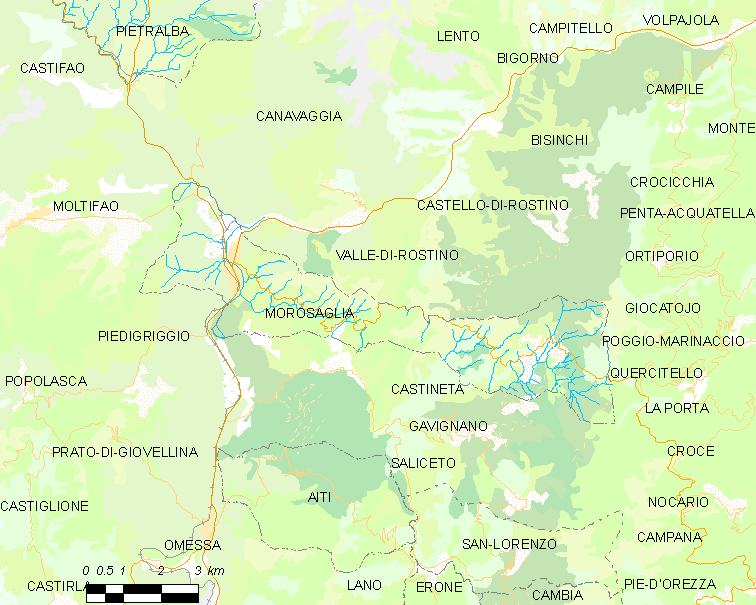
莫罗萨利亚的OSM定位图

莫罗萨利亚的时区为UTC+01:00、UTC+02:00（夏令时）。

## 行政
莫罗萨利亚的邮政编码为20218，INSEE市镇编码为2B169。

## 政治
莫罗萨利亚所属的省级选区为戈洛-莫罗萨利亚县。

## 人口

莫罗萨利亚1962-2008年间人口变化图示

莫罗萨利亚于2022年1月1日时的人口数量为961人。